# Oltre l'universo
Oltre l'universo (Depois do Universo) è un film brasiliano del 2022 diretto da Diego Freitas.

## Trama
Una giovane pianista in attesa di un trapianto di rene scopre di avere molta sintonia con il suo medico e trova il coraggio di seguire le sue passioni ed ambizioni musicali.

## Distribuzione
Il film è stato distribuito sulla piattaforma Netflix dal 27 ottobre 2022.